# École nationale supérieure d'ingénieurs de Poitiers

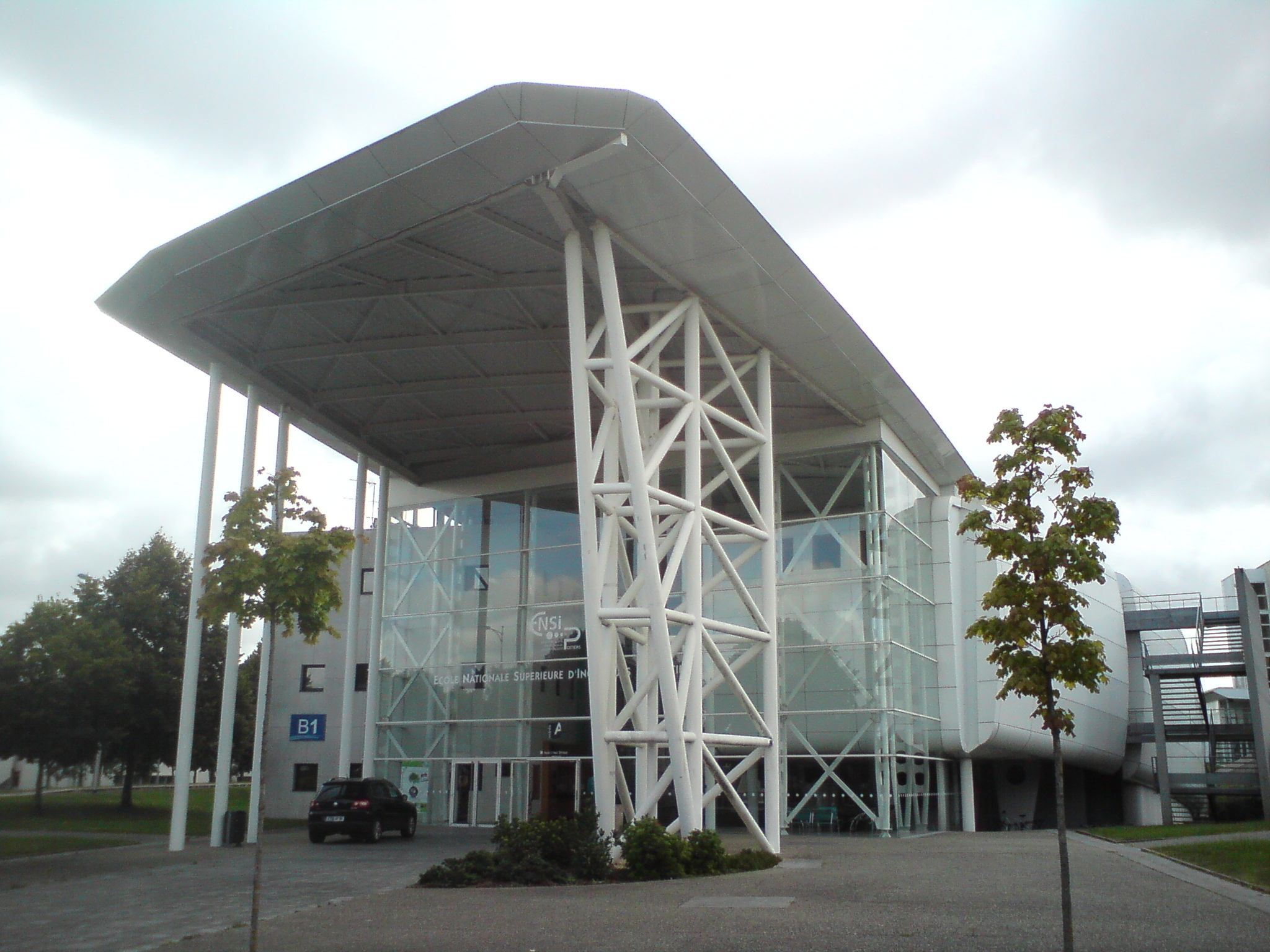
L'edificio principale della scuola

L'ENSi Poitiers (École nationale supérieure d'ingénieurs de Poitiers), è una scuola di ingegneria francese con sede a Poitiers.

## Storia
L'ESIP aprì le sue porte per la prima volta nel 1984.
In 2010, scuola cambia nome e aggiunge il Nationale adjetif.

## Programmi
L'ENSIP permette l'ottenimento del diploma di ingegneria in 2 specialità:
- Energia
- Acqua e ingegneria civile

## Reti internazionali
L'ENSi Poitiers intrattiene relazioni bilaterali con alcune università in Europe con il Progetto Erasmus e nel resto del mondo. Alcuni esempi:
- Università di Valencia
- École Polytechnique de Montréal
- Université de Moncton
- Università Tongji